# Volby do Zastupitelstva hlavního města Prahy 2022
Volby do zastupitelstva hlavního města Prahy v roce 2022 proběhly v rámci obecních voleb v pátek 23. a v sobotu 24. září. Praha měla pouze jeden volební obvod, zvoleno bylo celkem 65 zastupitelů. Ve volbách zvítězila koalice SPOLU pro Prahu, která získala 19 mandátů. Do zastupitelstva Prahy se dostalo šest subjektů.

## Situace před volbami
V předchozích volbách v roce 2018 zvítězila ODS, která získala 17,86 % hlasů a 14 mandátů. Druhá skončila Česká pirátská strana se 17,07 % a 13 mandáty, třetí byla Praha sobě s 16,56 % a rovněž 13 mandáty. Stejný počet mandátů získaly i Spojené síly pro Prahu (TOP 09 a STAN) s 16,28 %. Do zastupitelstva se dostalo i hnutí ANO. To obdrželo 15,36 % hlasů a 12 mandátů.
V Praze vznikla po volbách koalice tvořená Českou pirátskou stranou, Prahou sobě a Spojenými silami pro Prahu. Koalice získala celkem 39 z 65 hlasů. Vítězná ODS skončila spolu s hnutím ANO v opozici. Dne 15. listopadu 2018 byl na ustavujícím zasedání nového zastupitelstva zvolen primátorem Zdeněk Hřib z České pirátské strany.

## Kandidáti
K volbám byly registrovány kandidátky následujících 22 politických subjektů:
| Číslo |  | Název volební strany | Typ volební strany                                                   | Lídr/yně          | počet kandidátů |
| ----- |  | --- | -------------------------------------------------------------------- | ----------------- | --------------- |
| 1     |  | Svobodní | politická strana                                                     | Tomáš Štampach    | 65              |
| 2     |  | PRAHA NÁŠ DOMOV | koalice                                                              | David Tygr Ploc   | 65              |
| 3     |  | Praha bez chaosu | sdružení politického hnutí a nezávislých kandidátů                   | Jaroslav Ďuriš    | 64              |
| 4     |  | PRAHA SOBĚ | sdružení politické strany a nezávislých kandidátů                    | Jan Čižinský      | 65              |
| 5     |  | LEPŠÍ PRAHA PRO PRAŽANY | koalice                                                              | Pavel Opl         | 65              |
| 6     |  | STAROSTOVÉ A NEZÁVISLÍ | politické hnutí                                                      | Petr Hlaváček     | 65              |
| 7     |  | Volte Pravý Blok www.cibulka.net | politická strana                                                     | Petr Cibulka      | 1               |
| 8     |  | Česká pirátská strana | politická strana                                                     | Zdeněk Hřib       | 65              |
| 9     |  | Motoristé sobě | politická strana                                                     | Petr Macinka      | 65              |
| 10    |  | Přísaha s Patrioty | koalice                                                              | Hana Čapková      | 65              |
| 11    |  | Za bezpečné ulice v Praze | koalice                                                              | Jiřina Niké Hájek | 13              |
| 12    |  | Urza.cz: Nechceme vaše hlasy | politická strana                                                     | Martin Urza       | 1               |
| 13    |  | Komunistická strana Čech a Moravy | politická strana                                                     | Milan Krajča      | 65              |
| 14    |  | SPOLU pro Prahu (ODS, TOP 09, KDU-ČSL) | koalice                                                              | Bohuslav Svoboda  | 65              |
| 15    |  | Solidarita – koalice ČSSD, Zelených, Budoucnosti a Idealistů                                                                                        | koalice                                                              | Anna Šabatová     | 65              |
| 16    |  | SPD, Trikolora, Hnutí PES a nezávislí společně pro Prahu                                                                                            | sdružení politických hnutí, politické strany a nezávislých kandidátů | Milan Urban       | 65              |
| 17    |  | Společnost proti developerské výstavbě v Prokopském údolí                                                                                           | politické hnutí                                                      | Michal Šanda      | 39              |
| 18    |  | Volt | politická strana                                                     | Adam Hanka        | 9               |
| 19    |  | DOST | politická strana                                                     | Miroslav Bušovský | 6               |
| 20    |  | S.O.S. ZA PRÁVA ZVÍŘAT – Demokratická strana zelených – Za práva zvířat – sdružení DSZ - ZA PRÁVA ZVÍŘAT a NK                                       | sdružení politické strany a nezávislých kandidátů                    | Hana Janišová     | 21              |
| 21    |  | ANO 2011 | politické hnutí                                                      | Patrik Nacher     | 65              |
| 22    |  | Strana soukromníků České republiky, Koruna Česká (monarchistická strana Čech, Moravy a Slezska), Konzervativní strana, Klub angažovaných nestraníků | koalice                                                              | Ladislav Linek    | 65              |

## Výsledky
| Strana                                                   | Počet hlasů | %     | Mandáty | Bilance |
| -------------------------------------------------------- | ----------- | ----- | ------- | ------- |
| SPOLU pro Prahu (ODS, TOP 09, KDU-ČSL)                   | 5 828 523   | 24,72 | 19      | ▲ +19   |
| ANO 2011                                                 | 4 559 782   | 19,34 | 14      | ▲ +2    |
| Česká pirátská strana                                    | 4 180 324   | 17,73 | 13      | ▬ 0     |
| Praha sobě                                               | 3 472 648   | 14,73 | 11      | ▼ -2    |
| Starostové a nezávislí                                   | 1 831 696   | 7,77  | 5       | ▲ +5    |
| SPD, Trikolora, Hnutí PES a nezávislí společně pro Prahu | 1 218 622   | 5,17  | 3       | ▲ +3    |
| Motoristé sobě                                           | 540 209     | 2,29  | 0       | 0       |
| Solidarita                                               | 475 968     | 2,02  | 0       | 0       |
| Komunistická strana Čech a Moravy                        | 347 643     | 1,47  | 0       | 0       |
| Svobodní                                                 | 281 478     | 1,19  | 0       | 0       |
| Ostatní (celkem 12 subjektů)                             |             | 3,57  | 0       | 0       |
| celkem (volební účast 43,91 %)                           |             | 100   | 65      | 0       |

Bylo vydáno 400 391 obálek, voliči tedy měli k dispozici 26 025 415 hlasů. Platných hlasů bylo 23 577 957, tedy 90,59 %.

### Zvolení zastupitelé podle navrhující strany (bez koalic)
V případě volebních koalic přísluší mandáty dané koalici, nikoliv navrhujícím stranám. V případě zániku mandátu se poslancem stane další dle pořadí na příslušné kandidátce koalice, nikoliv tedy nutně kandidát dané strany.
| Politický subjekt            | Počet zastupitelů | Bilance |
| ---------------------------- | ----------------- | ------- |
| ANO 2011                     | 14                | ▲ +2    |
| Česká pirátská strana        | 13                | ▬ 0     |
| Praha sobě                   | 11                | ▼ -2    |
| Občanská demokratická strana | 10                | ▼ -4    |
| TOP 09                       | 7                 | ▼ -2    |
| Starostové a nezávislí       | 5                 | ▲ +1    |
| KDU-ČSL                      | 2                 | ▲ +2    |
| Svoboda a přímá demokracie   | 2                 | ▲ +2    |
| nezávislý kandidát           | 1                 | ▲ +1    |

### Zvolení zastupitelé podle politické příslušnosti
| Politický subjekt            | Počet zastupitelů | Bilance | Zvoleni na kandidátce |
| ---------------------------- | ----------------- | ------- | --- |
| bezpartijní                  | 19                | ▲ +2    | Praha sobě, Starostové a nezávislí, Česká pirátská strana, SPOLU pro Prahu, SPD, Trikolora, Hnutí PES a nezávislí společně pro Prahu, ANO 2011 |
| Občanská demokratická strana | 9                 | ▼ -4    | SPOLU pro Prahu |
| Česká pirátská strana        | 12                | ▼ -1    | Česká pirátská strana |
| ANO 2011                     | 11                | ▲ +2    | ANO 2011 |
| TOP 09                       | 7                 | ▬ 0     | SPOLU pro Prahu |
| Starostové a nezávislí       | 3                 | ▼ -1    | Starostové a nezávislí |
| KDU-ČSL                      | 2                 | ▲ +1    | SPOLU pro Prahu |
| Svoboda a přímá demokracie   | 2                 | ▲ +2    | SPD, Trikolora, Hnutí PES a nezávislí společně pro Prahu                                                                                       |

## Povolební situace
Po volbách začali v Praze zástupci SPOLU jednat o koalici s hnutím STAN a s Piráty. Dohoda však nepřišla, 26. září primátor Zdeněk Hřib (Piráti) uvedl, že je pro jeho stranu zásadní podmínka zastupitelstvo bez trestně stíhaných lidí, chtěl by také do koalice i Prahu Sobě.
Po několikaměsíčních jednáních se SPOLU, Piráti a STAN dohodli na společné vládní koalici po ústupcích koalice SPOLU a rozpadu "Aliance stability" složené z uskupení Praha Sobě a Pirátů. K podpisu koaliční smlouvy došlo 15. února 2023. Nová rada vznikla na zasedání zastupitelstva den poté. Primátorem se stal Bohuslav Svoboda z ODS. V červnu 2023 představila koalice veřejnosti programové prohlášení.